# Lebed' Lake
Lebed' Lake är en sjö i Antarktis. Den ligger i Östantarktis. Australien gör anspråk på området. Lebed' Lake ligger 11 meter över havet.